# Gitara elektroklasyczna
Gitara elektroklasyczna – gitara klasyczna z wbudowanym mikrofonem lub przetwornikiem piezoelektrycznym. Jedyną różnicą między gitarą klasyczną a elektroklasyczną jest wykorzystanie elektroniki do wzmocnienia dźwięku. Za pomocą kabla możliwe jest podłączenie instrumentu do wzmacniacza, za czym idzie możliwość konwertowania i obróbki dźwięku wydobywanego mechanicznie podczas gry.
Gitary elektroklasyczne często wyposażone są w przetworniki piezoelektryczne. Wbudowany w gitarę przedwzmacniacz jest zwykle wyposażony w korektor graficzny (do 6 pasm) zasilany bateriami.
Gitary elektroklasyczne jak i klasyczne wykorzystywane są głównie do wykonywania muzyki poważnej, nie wyklucza to jednak zastosowań w muzyce popularnej oraz rozrywkowej. Jednymi z wielu muzyków korzystających z tego rodzaju gitar są rosyjski muzyk Igor Priesniakow oraz młody koreański gitarzysta Sungha Jung.